# Domus

Pianta e assonometria di una tipica domus romana.
1. fauces (ingresso)
2. tabernae (botteghe artigiane)
3. atrium (atrio)
4. impluvium (cisterna per l'acqua)
5. tablinum (locale principale della domus, salotto/studio, situato in fondo all'atrium)
6. hortus (orto/giardino)
7. triclinium (sala da pranzo)
8. alae (ambienti laterali)
9. cubiculum (camera)

La domus era un tipo di abitazione utilizzata nell'antica Roma. Era un domicilio privato urbano e si distingueva dalla villa suburbana, che invece era un'abitazione privata situata al di fuori delle mura della città, e dalla villa rustica, situata in campagna e dotata di ambienti appositi per i lavori agricoli. La domus era l'abitazione delle ricche famiglie patrizie, mentre le classi povere abitavano in palazzine chiamate insulae.

## Evoluzione delle case romane

### Dall'età regia al periodo medio-repubblicano
Alla metà dell'VIII secolo a.C. re e aristocratici romani trasformano le prime capanne (casae) in domus; queste ultime sono costituite da più ambienti, si affacciano su una corte (da cui deriva la definizione di casa a cortile) e hanno una grande sala. La tecnica edilizia utilizzata è ancora quella tradizionale: muri in argilla e tetto di stoppie. Alla fine del VIII secolo a.C. viene portato dall'Etruria un nuovo modello di abitazione: la casa che si sviluppa attorno all'atrium, parzialmente ricoperto dall'incontro delle quattro falde del tetto, sorrette da travi orizzontali. Alla fine del VII secolo a.C. anche gli elevati sono edificati in scaglie di tufo e le porte hanno stipiti in tufo lavorato. Alla metà del VI secolo a.C. si cominciano a costruire muri con zoccolo in scheggioni di tufo ed elevati in argilla e, per la prima volta, il tetto in tegole e coppi.
Dall'apertura dell'atrio (compluvium) entravano la luce e l'acqua piovana, raccolta in una vasca (impluvium) e di qui fatta fluire in una cisterna sotterranea. La tecnica costruttiva è ancora caratterizzata da muri in tufo. Si può affermare che il primo esempio di casa ad atrio a Roma sia quella di Tarquinio Prisco, sul Palatino, poi domus publica.

### Dal periodo medio-repubblicano alla prima età imperiale
Tra la fine del III secolo e la metà del II secolo a.C. la casa romana trova il suo aspetto canonico che rimarrà stabile fino al I secolo d.C. Fino all'epoca di Nerone non esisteva un piano urbanistico regolare, e anche sotto l'imperatore la regolamentazione si estende a una parte del Palatino. Maggior regolarità è data dall'affiancamento di diverse case ad atrio anche se, in generale, le case contornavano in quota le alture irregolari generando forme assai irregolari.
L'atrio di forma arcaica si trasforma in atrio canonico nel III secolo a.C.; l'esempio più antico è l'atrium regium della domus publica di Augusto, ricostruita nel 210 d.C., con peristilio e criptoportico. Comincia a diffondersi la tecnica costruttiva a opera cementizia opus caementicium, simile al cemento odierno, ma privo delle armature in ferro.
Dal 110-120 d.C. si cominciano a costruire le case ad appartamenti sovrapposti, le insulae, in cui abitavano il proprietario e gli affittuari. Successivamente ripresero le grandi dimore, la cui magnificenza e vastità si può comprendere osservando la Villa del Casale di Piazza Armerina in Sicilia. 
Le rovine delle case romane sono state un modello fin dall'Italia del tardo Medioevo.

## Stanze della domus

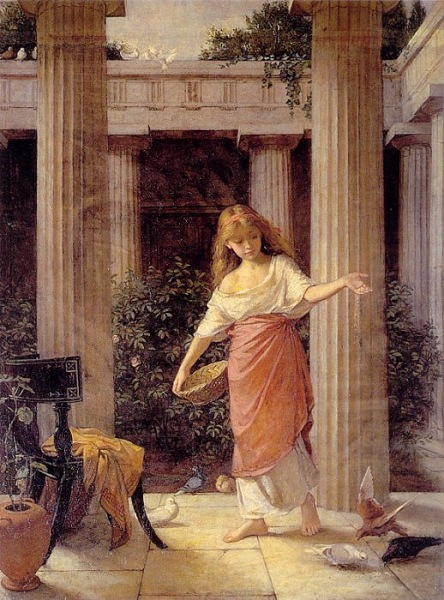
Dipinto con fanciulla, che dà da mangiare a dei colombi nel peristilio di una domus, da un dipinto di John William Waterhouse

A differenza di quanto avremmo potuto osservare in una comune insula, la domus si sviluppava in orizzontale ed era composta da molte stanze con funzioni diverse.
L'ingresso era diviso in due parti:  vestibulum e fauces (da cui si accedeva all'atrium, che era la stanza centrale subito dopo l'ingresso, da cui si poteva accedere agli altri ambienti che vi si affacciavano), le stanze da letto dette cubicula, la sala dei banchetti detta oecus tricliniare o triclinium (dove gli ospiti potevano mangiare sdraiati sui letti tricliniari), alcuni ambienti laterali detti alae, il tablinum (locale adibito a salotto o studio solitamente posto in fondo all'atrium).
Le stanze che si affacciavano direttamente sulla strada erano solitamente affittate a terzi per essere adibite a negozi o botteghe artigiane ed erano denominate tabernae.
Nel retro della casa all'aperto c'era l'hortus, il giardino/orto domestico.
Le domus più prestigiose erano più ampie ed erano composte di due parti principali:  la prima gravitava attorno all'atrio, la seconda attorno al peristylium, un grande giardino porticato su cui si affacciano altre stanze, ornato solitamente da alberi da frutto, giochi d'acqua e piccole piscine. Avevano il balneum, il bagno, che era l'esatta copia delle terme (comprendeva infatti l'apodyterium, lo spogliatoio, il calidarium, la piscina dell'acqua calda, il tepidarium, piscina dell'acqua tiepida, per arrivare al frigidarium che era la piscina con l'acqua fredda). In alcune ville più ricche si poteva trovare anche la bibliotheca, la diaeta, un padiglione per intrattenere gli ospiti e il solarium, una terrazza che poteva anche essere coperta.
Generalmente la domus signorile non era dotata di finestre sull'esterno, o, se vi erano, erano molto piccole. L'illuminazione era fornita dalla luce solare che entrava dal compluvium dell'atrio e illuminava di riflesso le stanze a esso adiacenti. Dal compluvium entrava, oltre che la luce anche l'acqua piovana che veniva raccolta in una vasca o cisterna quadrangolare al centro dell'atrio detta impluvium.

## Atrium, cuore delladomus
Nei tempi più antichi nell'atrium ardeva il focolare domestico attorno al quale si svolgeva la vita familiare. Questa usanza fu presto abbandonata ma restò a simboleggiare il focolare una piccola piattaforma rialzata interna all'impluvio, il cartibulum. Normali pertinenze dell'atrium sono una cappelletta per i Lari, (lararium) e la cassaforte domestica (arca). Dell'atrium Vitruvio descrive cinque tipi:
- Tuscanicum, il tipo più antico e più largamente diffuso in cui il peso del tetto è sorretto unicamente dalle travature orizzontali;
- Tetrastylum, con una colonna a ciascuno dei quattro angoli dell'impluvium. Ne è un esempio la Casa delle Nozze d'Argento di Pompei;
- Corinthium, con un maggior numero di colonne e un'ampia apertura di luce;
- Displuviatum, di cui manca una sicura documentazione archeologica, con pendenza del tetto verso le pareti laterali che faceva sgrondare l'acqua in docce ai quattro angoli;
- Testudinatum, privo del compluvium, quindi interamente chiuso, utilizzato solo in ambienti piccoli e di scarsa importanza.

In linea con l'ingresso, nella parete opposta dell'atrium, si apriva il tablinium che affacciava a sua volta sul peristylium. Probabilmente non era chiuso da porte ma da assiti e da tende, che nella stagione estiva potevano essere lasciate aperte offrendo ai visitatori una fuga prospettica di nobilissimo effetto.

## Arredamento domestico

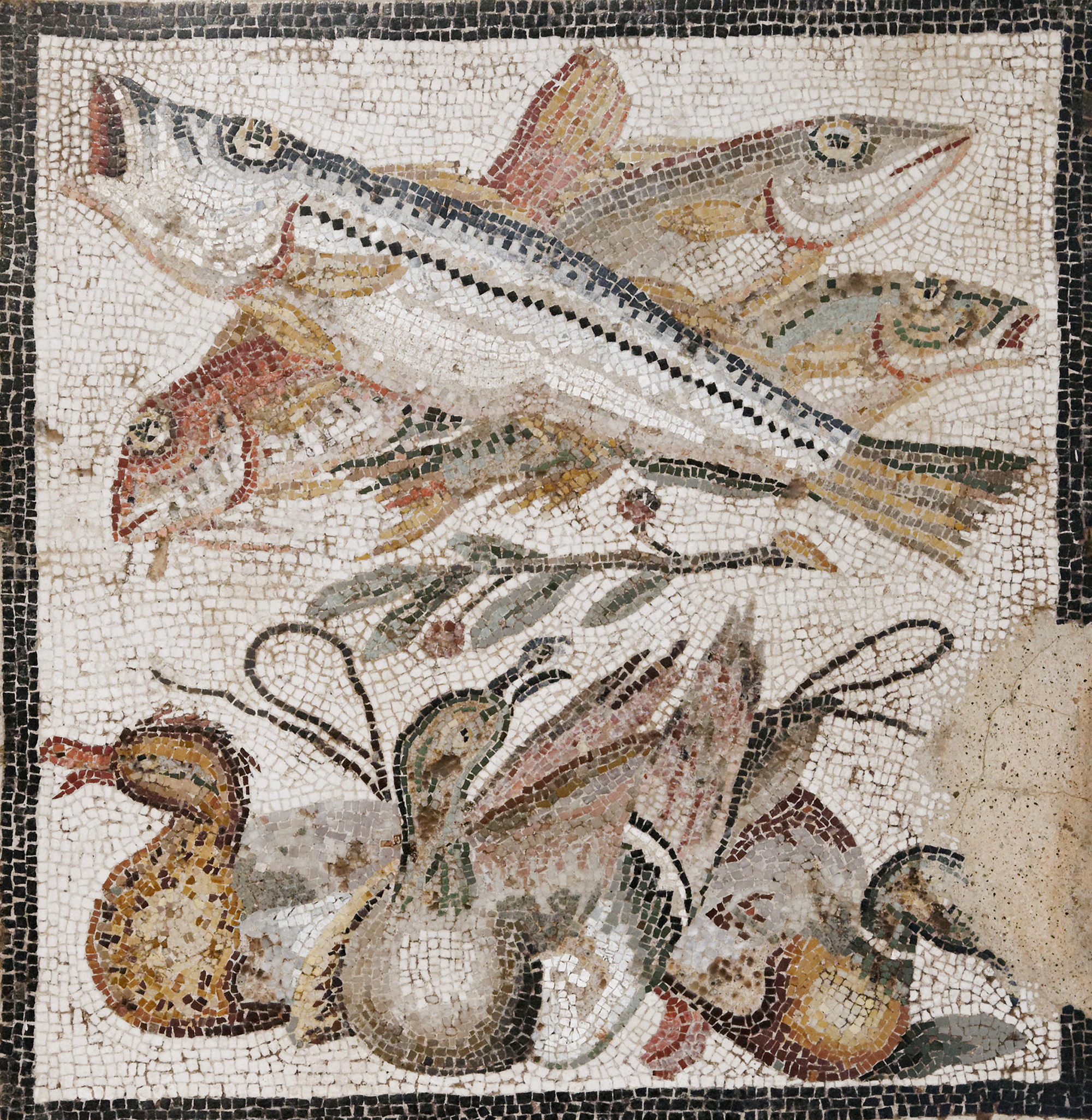
Poiché le stanze avevano una funzione prefissata spesso si adattavano i mosaici alla destinazione dell'ambiente. Per il triclinium, per esempio, la natura morta di cibarie. Museo Archeologico di Napoli

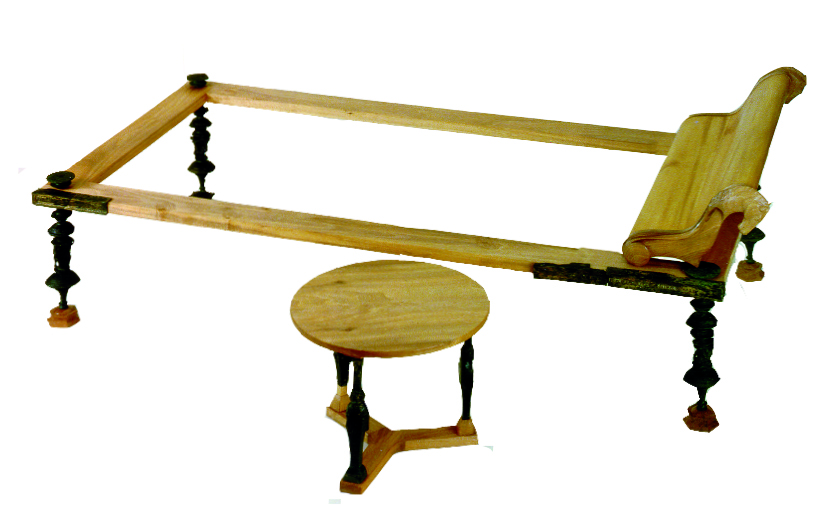
L'Arredo da triclinio della Domus di Via Università a Modena, esemplare eccezionale di letto tricliniare in bronzo istoriato della fine del I sec. a.C.

Le stanze potevano essere pavimentate con tecniche speciali di diverso pregio: cocciopesto, piastrelle di terracotta, mosaici e preziosissimi pavimenti in marmo detti sectilia. Le pareti e a volte anche il soffitto erano decorate con meravigliosi affreschi.
I cubicula erano forniti di semplici letti in legno.
Nell'oecus tricliniare erano presenti tre letti tricliniari utilizzati per mangiare durante i banchetti: da questi letti, rimanendo sdraiati, si poteva prelevare il cibo dal tavolo centrale.

## Elenco di domus romane

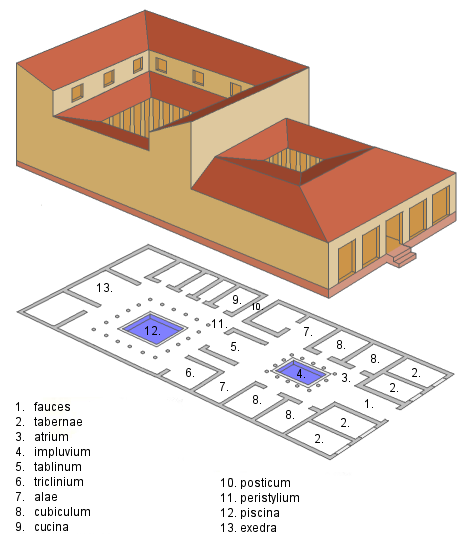
Altro schema assonometrico di una tipica domus romana con peristylium

Alcuni esempi rappresentativi:

### Italia
Campania 
- Ercolano: Casa Sannitica, tra altri siti.
- Pompei: Casa del Fauno e Casa dei Vettii, tra altri siti.

 Emilia-Romagna 
- Ravenna: Domus del Triclinio, Domus dei tappeti di pietra.
- Rimini: Domus del chirurgo.

 Lazio 
- Ostia antica: Domus della Fortuna Annonaria.
- Ostia antica: Domus di Giove Fulminatore.
- Roma: Case romane del Celio, Domus Augustana, Domus Flavia.

 Lombardia 
- Brescia: Domus dell'Ortaglia.

 Marche 
- Pisaurum: Domus di piazzale Matteotti.
- Sant'Angelo in Vado: Domus del Mito.
- Suasa: Domus dei Coiedii.

 Piemonte 
- Asti: Domus romana dei Varroni.

 Puglia 
- Canosa di Puglia: Domus di Colle Montescupolo all'interno di un condominio.

 Sicilia 
- Catania: Domus dei Benedettini e la Casa della Tavola Imbandita, all'interno del monastero di San Nicolò "la Rena".
- Catania: Domus della Purità, sotto i nuovi plessi in costruzione della nuova sede della Facoltà di Giurisprudenza.
- Catania: Domus del Santo Bambino, all'interno dell'omonimo ospedale.
- Catania: Domus del convento di San Benedetto, resa fruibile a partire dal 2013 mediante un percorso di visita.
- Patti: Villa romana di Patti.
- Terme Vigliatore: Villa romana di San Biagio.

Umbria
- Spoleto: Casa romana, forse appartenuta a Vespasia Polla, madre di Vespasiano.

 Veneto 
- Verona: Domus vicino a piazza Nogara.

### Francia
- Périgueux: Domus des Bouquetes